# Bernhard Heinrich von Wolff
Bernhard Heinrich von Wolff (* 7. Juli 1814 in Alt-Damerow (Kreis Saatzig); † 17. März 1891 in Berlin) war ein preußischer Generalmajor und zuletzt Chef des Generalstabes des I. Armeekorps.

## Leben

### Herkunft
Seine Eltern waren Heinrich Wilhelm Leopold von Wolff (* 17. Mai 1785; † 7. November 1868) und dessen Ehefrau Dorothea Henriette Ernestine von Schwichow (* 1786; † 7. Januar 1837). Sein Vater war Major a. D. und zuletzt Kommandeur des Füsilier-Bataillons des 32. Infanterie-Regiments. Seine Schwester Louise (* 25. November 1811; † 9. Oktober 1871) war mit dem Kommandeur des 18. Infanterie-Regiment dem Oberst August von Wangenheim († 3. Mai 1859) verheiratet.

### Werdegang
Er erhielt seine schulische Bildung auf dem Gymnasium in Erfurt. Nach seinem Abschluss ging er am 11. Mai 1831 als Musketier in das 2. Infanterie-Regiment. Dort wurde er am 24. August 1831 Unteroffizier und am 19. November 1831 zum Portepeefähnrich ernannt. Am 22. Mai 1833 wurde er überzähliger Seconde-Lieutenant und am 13. Februar 1834 in den Etat übernommen. Im Jahr 1841 wurde er zum Regimentsadjutanten ernannt, am 14. Oktober 1847 wurde er dann Adjutant der 3. Landwehr-Brigade. Am 11. Mai 1848 zum Premier-Lieutenant befördert, wurde er am 4. Mai 1852 nun Adjutant der 5. Landwehr-Brigade. Dort wurde er am 22. Juni 1852 zum Hauptmann ernannt und am 12. Oktober 1852 in die Adjutantur versetzt, wo er Adjutant bei Generalkommando des V. Armeekorps wurde. Er wurde am 18. Juni 1853 in den Generalstab des V. Armeekorps und am 25. Mai 1854 in den Generalstab des II. Armeekorps versetzt. Schon am 30. Oktober 1855 wurde er dann Major im Generalstab der 16. Division und am 11. Dezember 1855 Direktor der Divisionsschulen der 15. und 16. Division, am 17. September 1858 wurde er von dieser Stellung wieder entbunden.
Er kam am 1. Juli 1860 als Oberstleutnant in den Großen Generalstab und schon am 14. September 1860 wurde er Chef des Generalstabes des I. Armeekorps. Dort wurde er am 18. Oktober 1861 zum Oberst befördert. Am 18. Januar 1863 erhielt er den Roten Adlerorden 3. Klasse mit Schleife, am 31. Dezember 1864 den Kronen-Orden 3. Klasse und am 29. April 1865 den russischen St. Annen-Orden 2. Klasse. Er bekam am 4. Januar 1866 seinen Abschied als Generalmajor mit einer Pension. Zur Mobilmachung zum Deutschen Krieg wurde er nochmal zurückgeholt und als stellvertretender Abteilungschef im Großen Generalstab eingesetzt.
Er starb unverheiratet am 17. März 1891 in Berlin.